# 877-я территориальная дивизия Иудеи и Самарии
877-я территориа́льная диви́зия Иуде́и и Сама́рии (также Диви́зия За́падного бе́рега реки́ Иорда́н, Диви́зия «Айо́ш») (ивр. אוגמ"ר איו"ש, אוגדת איו"ש, אוגדת אזור יהודה ושומרון‎) — регулярная территориальная дивизия в составе Центрального военного округа Армии обороны Израиля.
Основана в 1988 году вследствие начала Первой палестинской интифады.
Ответственна за территориальную оборону Западного берега реки Иордан (за исключением района Иорданской рифтовой долины), включая оборону израильских поселений и транспортных путей, координацию мер по противостоянию террору, исходящему из Западного берега, и поддержанию стабильности региона.

## Состав
В состав дивизии входят, помимо прочего:
- Территориальная бригада «Менаше́» (ивр. חטמ"ר מנשה‎), ответственная за северную часть Самарии в границах Западного берега реки Иордан, включая города Дженин и Тулькарм
- Территориальная бригада «Эфра́им» (ивр. חטמ"ר אפרים‎), ответственная за западную часть Самарии в границах Западного берега реки Иордан, включая город Калькилия
- Территориальная бригада «Шомро́н» (ивр. חטמ"ר שומרון‎), ответственная за центральную часть Самарии, включая город Наблус
- Территориальная бригада «Биньями́н» (ивр. חטמ"ר בנימין‎), ответственная за территорию на север от Иерусалима до южной Самарии, включая город Рамалла
- Территориальная бригада «Эцио́н» (ивр. חטמ"ר עציון‎), ответственная за территорию Гуш-Эциона, включая город Вифлеем
- Территориальная бригада «Йехуда́» (ивр. חטמ"ר יהודה‎), ответственная за южную часть Западного берега реки Иордан, включая город Хеврон
- 636-й батальон тактической разведки дивизионного подчинения «Ница́н»
- 788-й батальон связи дивизионного подчинения (ивр. גדחי"ק‎ гадхи́к) «О́фек»

В оперативном подчинении дивизии находятся также отряды пограничных войск «Магав», организационно подчинённые Полиции Израиля.
В распоряжение территориальным бригадам поставлены в мирное время силы регулярных бригад армии, однако в состав территориальных бригад входят резервные батальоны, укомплектованные резервистами (в основном, выходцами бригады «Кфир»), готовыми сменить силы регулярных бригад в ходе военных операций в Южном и Северном военных округах.

## Командиры дивизии
| Имя               | Период         | Комментарий |
| Габи Офир         | 1988—1990      | В дальнейшем генерал-майор (алуф) |
| Яаков Ор          | 1990—1992      | В дальнейшем генерал-майор (алуф) |
| Моше «Боги» Яалон | 1992—1993      | В дальнейшем генерал-лейтенант (рав-алуф), 17-й Начальник Генштаба армии                                                                    |
| Шауль Мофаз       | 1993—1994      | Исполнял должность в звании генерал-майора (алуф); в дальнейшем генерал-лейтенант (рав-алуф), 16-й Начальник Генштаба армии                 |
| Габи Офир         | 1994—1997      | Вторая каденция на посту в звании генерал-майора (алуф)                                                                                     |
| Ицхак Эйтан       | 1997—2000      | В дальнейшем генерал-майор (алуф) |
| Шломо Орен        | 2000           | Уволился вследствие инцидента, в ходе которого бойцы подразделения «Дувдеван» открыли огонь по своим, в результате чего погибли трое бойцов |
| Бени Ганц         | 2000—2001      | В дальнейшем генерал-лейтенант (рав-алуф), 20-й Начальник Генштаба армии; командовал дивизией в начале «Интифады Аль-Аксы»                  |
| Ицхак Гершон      | 2001—2003      | В дальнейшем генерал-майор (алуф); командовал дивизией в ходе «Интифады Аль-Аксы», включая операцию «Защитная стена»                        |
| Гади Айзенкот     | 2003—2005      | В дальнейшем генерал-лейтенант (рав-алуф), 21-й Начальник Генштаба армии                                                                    |
| Яир Голан         | 2005—2007      | В дальнейшем генерал-майор (алуф) |
| Ноам Тибон        | 2007—2009      | В дальнейшем генерал-майор (алуф) |
| Ницан Алон        | 2009—2011      | В дальнейшем генерал-майор (алуф) |
| Хагай Мордехай    | 2011—2013      | |
| Тамир Ядай        | 2013—2015      | В дальнейшем генерал-майор (алуф) |
| Лиор Кармели      | 2015—2017      | В дальнейшем генерал-майор (алуф) |
| Эран Нив          | 2017—2019      | В дальнейшем генерал-майор (алуф) |
| Янив Алалуф       | 2019—2021      | |
| Ави Блут          | 2021—2023      | В дальнейшем генерал-майор (алуф) |
| Яки Дольф         | с декабря 2023 | |